# Plectiscidea bistriata
Plectiscidea bistriata är en stekelart som först beskrevs av Thomson 1888.  Plectiscidea bistriata ingår i släktet Plectiscidea och familjen brokparasitsteklar. Arten är reproducerande i Sverige. Inga underarter finns listade i Catalogue of Life.